# AoE时间

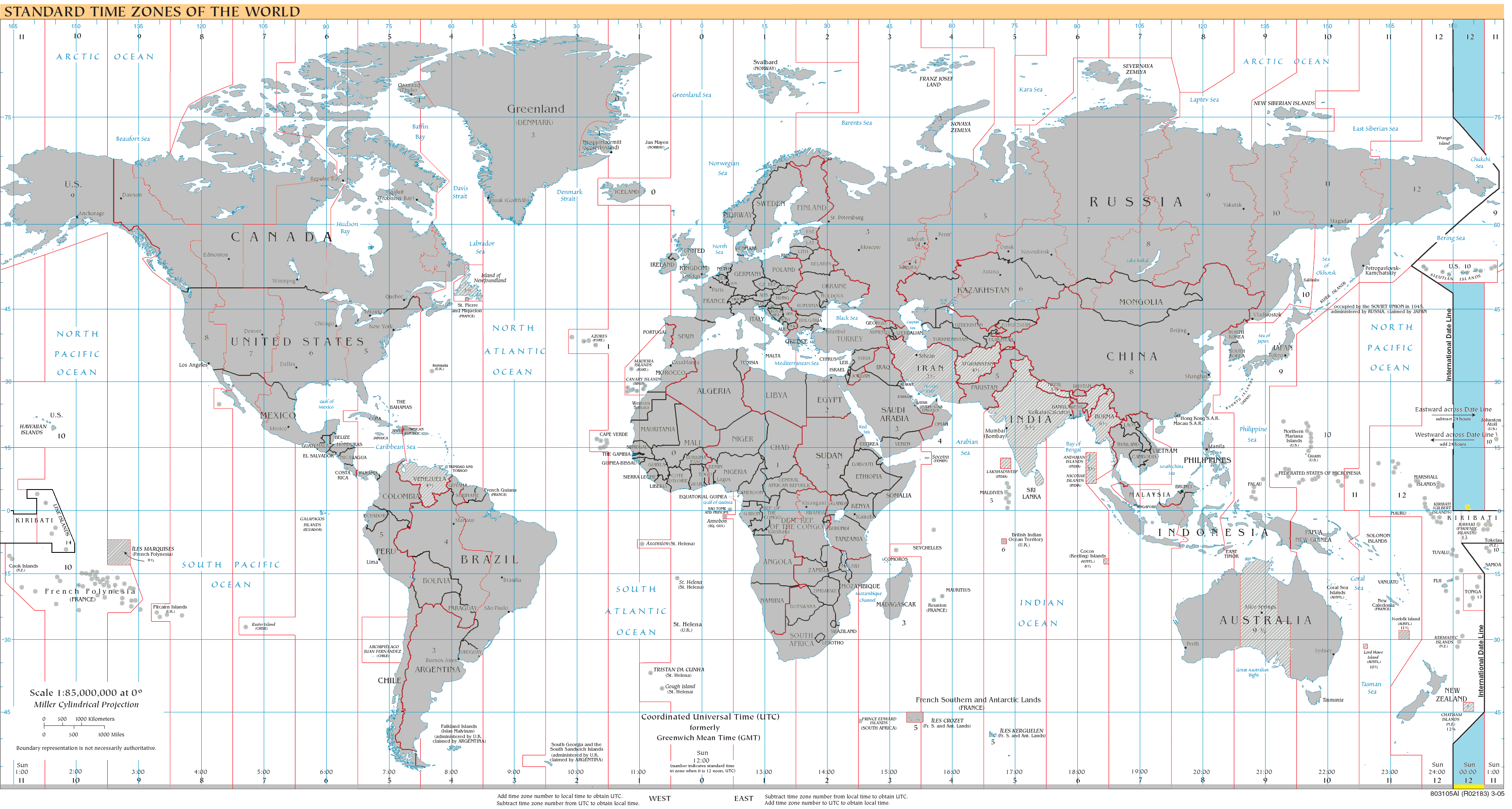
划分了时区的世界地图，UTC-12:00由蓝色表示

AoE时间（英語：Anywhere On Earth，意为“地球上的任何地方”）是一种帮助跨时区情景下理解截止日期的计时方法，其优点在于其不需要计算时差或调整到夏令时。
地球上每一个日期最后都将在位于IDLW时区（国际日期变更线东侧）的豪兰和贝克群岛结束；因此，当豪兰岛的一天结束后，这一天就一定已经在地球上的任何地方结束了。因此在AoE时间计法下，豪兰岛上一天的结束被定义为一天的结束。
该时区用法起源于IEEE 802.16。许多IEEE 802截止日期使用“AoE”来界定一天的结束。这意味着，只要在地球上的任何地方截止日期尚未过去，那么对所有人来讲就都不会截止。
AoE所定义的一天的结束的时间就是协调世界时（UTC）第二天的正午，因为豪兰和贝克群岛相对于本初子午线刚好绕了地球半圈，所以AoE的标准表示方案也可记作“UTC−12:00”。